# Semana (Magazin)
Semana (deutsch Woche) ist ein wöchentlich erscheinendes investigatives kolumbianisches Nachrichtenmagazin für Politik und Aktuelles. Herausgeber ist der Verlag Publicaciones Semana S.A., unter dessen Dach noch weitere Publikationen erscheinen. Nachdem das Blatt von 1946 bis 1961 schon einmal erschienen war, wurde Semana im Jahr 1982 von Felipe López Caballero neu aufgelegt. Sein Sitz befindet sich in Bogotá.
1946 wurde Semana von Alberto Lleras Camargo erstmals gegründet, dem späteren Präsidenten Kolumbiens. Das Magazin erschien dann bis 1961 und war damals das Sprachrohr des Partido Liberal Colombiano. Die Neugründung kam 1982, nachdem die Zeitschrift Alternativa ihr Erscheinen einstellen musste und Felipe López Caballero die Redaktionsräume sowie die Produktionsanlagen übernommen hatte. Seine Vorbilder waren die Nachrichtenmagazine Time und Newsweek.
Im Jahr 2008 erhielt Semana einer der „Premios Internacionales de Periodismo Rey de España“ (Internationaler Journalistenpreis des Königs von Spanien) Juan Carlos I. für journalistische Investigationen, die den Parapolitik-Skandal aufdecken half.

## Produkte von Publicaciones Semana S.A.
Revista Dinero, Revista SoHo, Revista Fucsia, Revista Jet Set, Revista Arcadia, Semana.com, Dinero.com, Soho.com.co, Fucsia.co, Jetset.com.co, Revistaarcadia.com, Cocinasemana.com, planb.com.co, semanajr.com.